# 226 هـ
226 هـ هي سنة في التقويم الهجري امتدت مقابلةً في التقويم الميلادي بين سنتي 840 و841.

## أحداث
زهد الامام مالك

## مواليد
- جعفر بن علي الهادي

## وفيات
- الأغلب بن إبراهيم الأغلبي التميمي رابع ملوك الدولة الأغلبية
- أبو دلف العجلي
- الأفشين حيدر بن كاوس
- عنان الناطفية
- محمد بن مقاتل
- يحيى بن يحيى التميمي
- أبو موسى المردار
- أبو الهيثم الرازي